# شيخة دلبيس
شيخة دلبيس أو شرونة دلبيس (باللاتينية: Senecio delbesianus) نوع نباتي يتبع جنس الشيخة من الفصيلة النجمية.

## الموئل والانتشار
ينتشر في مناطق بلاد الشام.